# 神戸市立本多聞中学校
神戸市立本多聞中学校（こうべしりつ ほんたもんちゅうがっこう）は、兵庫県神戸市垂水区にある公立中学校。

## 沿革
- 2006年（平成18年）にキャリア教育優良校として文部科学大臣より表彰を受けた。朝日新聞にPTA改革が掲載された。
- 舞多聞地区の生徒数増加に伴い、2020年4月より暫定校舎を使用する予定であったが、東京オリンピック・パラリンピックの影響による高力ボルト需給ひっ迫のため、工期が延期された。2020年10月より暫定校舎を使用している。

## 部活動

### 運動部
- 野球部
- サッカー部
- 陸上競技部
- バスケットボール部
- ソフトテニス部
- 柔道部
- 水泳部
- 卓球部
- バレーボール部

### 文化部
- 吹奏楽部
- 美術部
- 放送部
- 生活クリエイティブ部
- 合唱部

## 校区
- 神戸市立西脇小学校の校区の一部
- 神戸市立舞多聞小学校
- 神戸市立多聞の丘小学校

## 交通アクセス
- JR舞子駅からバス53系統「学園都市駅」行き乗車。（乗車時間約15分）「本多聞5丁目」にて下車、徒歩5分。
- 神戸市営地下鉄「学園都市駅」からバス53系統「舞子駅」行き乗車。（乗車時間約15分）「本多聞5丁目」にて下車、徒歩5分
- 車  第2神明道路「高丸」インター下車。北西約2キロ。旧本多聞小学校の正面。

## 通学区域が隣接している学校
- 神戸市立多聞東中学校
- 神戸市立星陵台中学校
- 神戸市立神陵台中学校
- 神戸市立長坂中学校